# Sydney Martineau
Sydney Martineau (Clapham, 6 de enero de 1863-Westminster, 19 de diciembre de 1945) fue un deportista británico que compitió en esgrima, especialista en la modalidad de espada. Participó en dos Juegos Olímpicos de Verano en los años 1908 y 1912, obteniendo una medalla de plata en Estocolmo 1912 en la prueba por equipos.

## Palmarés internacional
| Juegos Olímpicos | Juegos Olímpicos   | Juegos Olímpicos | Juegos Olímpicos   |
| Año              | Lugar              | Medalla          | Prueba             |
| ---------------- | ------------------ | ---------------- | ------------------ |
| 1912             | Estocolmo (Suecia) | Medalla de plata | Espada por equipos |